# 11280 Sakurai
11280 Sakurai este un asteroid din centura principală, descoperit pe 9 octombrie 1989, de Masayuki Yanai și Kazuo Watanabe.